# Heteracris harterti
Heteracris harterti är en insektsart som först beskrevs av Bolívar, I. 1913.  Heteracris harterti ingår i släktet Heteracris och familjen gräshoppor. Inga underarter finns listade i Catalogue of Life.